# Menesble
Menesble ist eine französische Gemeinde mit 16 Einwohnern (Stand 1. Januar 2022) im Département Côte-d’Or in der Region Bourgogne-Franche-Comté. Sie gehört zum Arrondissement Montbard und zum Kanton Châtillon-sur-Seine. 
Sie grenzt im Norden an Chambain, im Osten an Colmier-le-Bas, im Süden an Bure-les-Templiers und im Westen an Recey-sur-Ource.

## Siehe auch

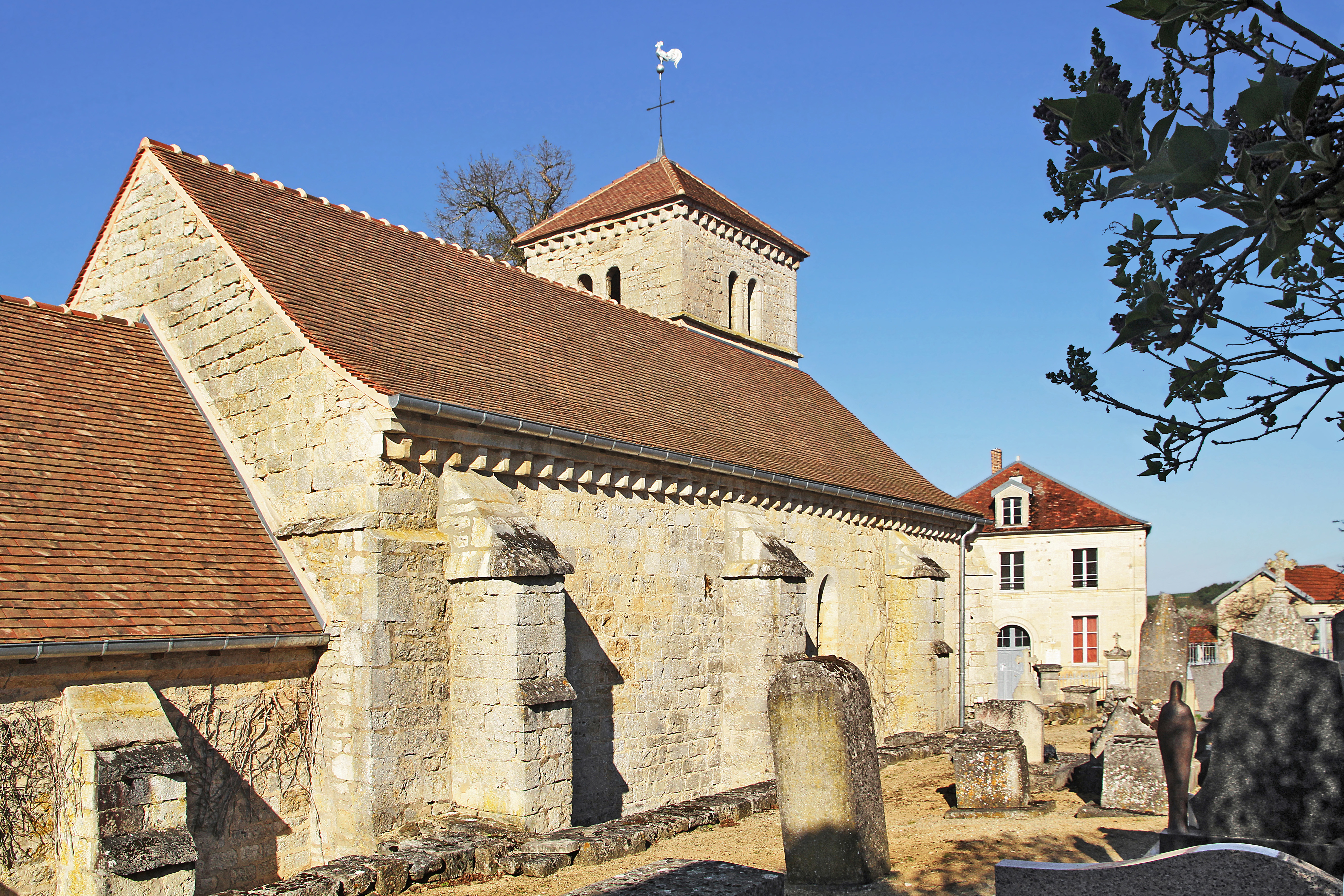
Kirche Saint-Vinard und Mairie

## Bevölkerungsentwicklung
| Jahr                       | 1962 | 1968 | 1975 | 1982 | 1990 | 1999 | 2008 | 2016 |
| -------------------------- | ---- | ---- | ---- | ---- | ---- | ---- | ---- | ---- |
| Einwohner                  | 48   | 35   | 25   | 23   | 13   | 14   | 10   | 10   |
| Quellen: Cassini und INSEE |      |      |      |      |      |      |      |      |